# Himlen er blaa
Himlen er blå er en dansk film fra 1954, der som såkaldt episodefilm knyttes sammen af en lang række forskellige handlingsforløb, der igen er bundet sammen af korte scener. Filmen tegner fine portrætter af samfundsklasserne og almenmenneskelige sindsstemninger og luner så som nedrighed, misundelse, arrogance, livsbitterhed mv. og er en hyldest til mennesket, der formår at behandle andre godt og (med filmens tilbagevendende udbrud, Himlen er blå) formår at se den lykke, livet er.
I kraft af filmens instruktør, dokumentaristen, Svend Aage Lorentz, fremstår filmen tillige som et knivskarpt tidsbillede af Danmark i 1940'erne og 1950'erne.
- Manuskript Finn Methling og Sv. Aage Lorentz.
- Instruktion Sv. Aage Lorentz.

## Medvirkende
- Henry Nielsen
- Minna Jørgensen
- Grethe Holmer
- Henning Moritzen
- Ebba Amfeldt
- Sigurd Langberg
- Knud Hallest
- Louis Miehe-Renard
- Lise Ringheim
- Hans Henrik Krause
- Valdemar Skjerning
- Inge Ketti
- Aase Ziegler
- Hans Kurt
- Helle Virkner
- Holger Juul Hansen
- Peter Kitter
- Carl Johan Hviid
- Jakob Nielsen
- Torkil Lauritzen
- Anna Henriques-Nielsen
- Else Marie Hansen
- Poul Clemmensen
- Tove Maës
- Poul Müller
- Henny Lindorff
- Olaf Ussing
- Lily Broberg
- Jørn Jeppesen